# Madagascar: A Little Wild
Madagascar: A Little Wild (no Brasil: Madagascar: Pequenos Selvagens e em Portugal: Madagáscar: Pequenos Selvagens) é um seriado de animação norte americano produzido pela DreamWorks Animation Television. É a terceira série de TV da franquia Madagascar e a segunda prequela do filme de 2005. A série foi lançada para Hulu e Peacock em 7 de setembro de 2020.
A série apresenta Alex, o Leão, Marty, a Zebra, Gloria, o Hipopótamo, e Melman, a Girafa, residindo em um habitat de resgate no Zoológico do Central Park. Um especial de Halloween foi lançado em 21 de outubro de 2020. A segunda temporada foi lançada em 11 de dezembro de 2020.
No Brasil, foi lançado em 1 de outubro de 2021 no HBO Max e, em Portugal, estreou em 28 de fevereiro de 2022 no Canal Panda.

## Elenco
- Tucker Chandler como Alex
- Amir O'Neil como Marty
- Shaylin Becton como Gloria
- Luke Lowe como Melman

### Diretor de voz
- Charlie Adler

## Episódios
| Temporada | Temporada | Episódios | Episódios | Lançado originalmente  | Lançado originalmente  |
| --------- | --------- | --------- | --------- | ---------------------- | ---------------------- |
|           | 1         | 6         | 6         | 7 de setembro de 2020  | 7 de setembro de 2020  |
|           | Especial  | Especial  | Especial  | 21 de outubro de 2020  | 21 de outubro de 2020  |
|           | 2         | 6         | 6         | 11 de dezembro de 2020 | 11 de dezembro de 2020 |

### Temporada 1 (2020)
| No.geral | No. na temporada | Título                            | Dirigido por                       | Escrito por                           | Data de lançamento original |
| --- | ---------------- | --------------------------------- | ---------------------------------- | ------------------------------------- | --------------------------- |
| 1 | 1                | "As necessidades do urso"         | Erik Kling                         | Dana Starfield                        | 7 de setembro de 2020       |
| Quando o visitante favorito do zoológico perde seu ursinho de pelúcia, nossa gangue embarca em uma aventura selvagem pela cidade de Nova York para devolvê-lo a ele - e no processo Marty aprende que algumas coisas na vida não podem ser encontradas em um manual de instruções. |                  |                                   |                                    |                                       |                             |
| 2 | 2                | "Melman no Cinema"                | Naz Ghodrati-Azadi                 | Roxy Simons                           | 7 de setembro de 2020       |
| Melman encontra uma flor da sorte e está convencido de que hoje será o seu melhor dia de todos! Mas quando uma série de eventos infelizes ameaçam arruinar seu dia, ele se depara com a escolha de se afogar em suas tristezas ou “retomar o dia”! |                  |                                   |                                    |                                       |                             |
| 3 | 3                | "Todo mundo ama um leão (do mar)" | Erik Kling                         | Laura Zak                             | 7 de setembro de 2020       |
| Quando os despreocupados leões marinhos atraem multidões para longe de seu show, Alex decide que precisa agir como os leões marinhos. Quando as tentativas de Alex de competir com eles não trazem de volta as multidões, ele aprende a ser verdadeiro consigo mesmo em vez de tentar ser alguém que não é (ou seja, os peixes precisam nadar, os pássaros precisam voar e os leões precisam rugir... e dar cambalhotas na terra) |                  |                                   |                                    |                                       |                             |
| 4 | 4                | "Lago Hippo"                      | Naz Ghodrati-Azadi e Robert Briggs | Roxy Simons                           | 7 de setembro de 2020       |
| Quando Gloria entra furtivamente no NY Ballet para fazer um teste para “O Lago dos Cisnes” e é rejeitada (não por dançar, mas porque ela é uma hipopótamo), a crença de Gloria em si mesma é testada. Com a ajuda de suas amigas, Gloria descobre que não precisa de ninguém para decidir que ela é uma prima hipporina - ela já é, não importa o que pensem!                                                                     |                  |                                   |                                    |                                       |                             |
| 5 | 5                | "Melhores fãs para sempre"        | Erik Kling                         | Benjamin Lapides                      | 7 de setembro de 2020       |
| A turma segue para o “Melhor Dia do Torcedor” no Giraffe Stadium em NY, onde Alex é pego pela atenção de torcer pelo time vencedor. Quando seu comportamento acaba ferindo os sentimentos de Marty, Alex descobre que a única equipe que importa é aquela formada por seus amigos. |                  |                                   |                                    |                                       |                             |
| 6 | 6                | "Gloriasaurus"                    | Craig George                       | Adam Wilson e Melanie Wilson LaBracio | 7 de setembro de 2020       |
| A gangue vai ao Museu dos Dinossauros para ajudar Kate com uma grande apresentação. Mas Gloria fica tão obcecada com seu videogame portátil que ela perde o que está bem na frente dela e acaba criando um desastre de tamanho colossal! |                  |                                   |                                    |                                       |                             |

### Especial de Halloween (2020)
| Não. | Título                         | Dirigido por | Escrito por  | Data de lançamento original |
| --- | ------------------------------ | ------------ | ------------ | --------------------------- |
| S | "Um Halloween com Fang-Tastic" | Erik Kling   | Roxy Simmons | 21 de outubro de 2020       |
| Depois de ouvir rumores assustadores sobre o novo residente do habitat - um morcego! - Marty está determinado a proteger seus amigos do recém-chegado. Mas quando o morcego o ajuda a sair de uma situação difícil, Marty aprende que é melhor conhecer alguém do que julgá-lo por falsos estereótipos. |                                |              |              |                             |

### Temporada 2 (2020)
| No.geral | No. na temporada | Título                  | Dirigido por  | Escrito por                  | Data de lançamento original |
| --- | ---------------- | ----------------------- | ------------- | ---------------------------- | --------------------------- |
| 7 | 1                | "A Tale Of Two Kitties" | Robert Briggs | Drew Champion e Jacob Moffat | 11 de dezembro de 2020      |
| Alex é confundido com um Maine Coon e assume sua vida na cobertura; apesar de se sentir muito confortável no início com sua nova vida sofisticada, Alex começa a sentir falta de sua antiga vida e descobre que é solitário no topo.                                                         |                  |                         |               |                              |                             |
| 8 | 2                | "Fire Marshall Melman"  | Robert Briggs | Laura Zak                    | 11 de dezembro de 2020      |
| No Dia dos Júnior Marshals no corpo de bombeiros, Melman fica preso em um caminhão de bombeiros a caminho de uma emergência real; com a ajuda de Alex, Melman deve superar seu medo de altura para ajudar a salvar um gato preso e aprender que até mesmo os heróis ficam com medo às vezes. |                  |                         |               |                              |                             |
| 9 | 3                | "Quintos extravagantes" | Craig George  | Lindsay Kerns                | 11 de dezembro de 2020      |
| Quando Marty acidentalmente rouba um par de chinelos de uma loja de departamentos, ele planeja um elaborado assalto para devolvê-los; ao fazer isso, ele aprende que, no final, admitir os próprios erros é mais fácil do que tentar encobri-los.                                            |                  |                         |               |                              |                             |
| 10 | 4                | "Clube dos Ouriços"     | Craig George  | Kristy Grant                 | 11 de dezembro de 2020      |
| Quando uma ninhada de ouriços é temporariamente realocada para o habitat, Alex, Marty, Melman e Gloria tornam-se suas babás; as sebes perniciosas rapidamente causam um caos total no habitat.                                                                                               |                  |                         |               |                              |                             |
| 11 | 5                | "CupKate"               | Erik Kling    | Roxy Simons                  | 11 de dezembro de 2020      |
| Todo mundo tem algo incrível planejado para o aniversário de Kate, mas Melman está preocupado que seu presente caseiro não dê certo; em uma busca para conseguir seus cupcakes favoritos para Kate, Melman descobre que o presente não importa, contanto que venha do coração.               |                  |                         |               |                              |                             |
| 12 | 6                | "Pest Side Story"       | Craig George  | Dave Polsky                  | 11 de dezembro de 2020      |
| Gloria fica determinada a ganhar seu distintivo de Rainha da Bondade Kidizen e dá as boas-vindas a alguns ratos de espírito livre que precisam de um lugar para ficar no habitat antes de aprender que não há problema em dizer não.                                                         |                  |                         |               |                              |                             |

## Produção
A série foi anunciada pela primeira vez para Hulu e Peacock em 17 de janeiro de 2020.